# Мазут
Мазут – нефтеният остатък, който се получава след дестилиране на бензиновите, керосиновите и газьоловите (дизеловите) фракции.
На вид е гъста и непрозрачна, тъмнокафява течност. В зависимост от физикохимичните свойства на нефта, от който е получен и от предназначението си, мазутът бива маслен, смазочен, горивен, парафинен. В рафинериите (нефтопреработвателните заводи) се използва като суровина за получаване на смазочни масла или (например чрез крекинг) за светли нефтопродукти (бензин, дизелово гориво, керосин). Представлява и ценно гориво, ползвано в котли в електростанции, за отопление и в промишлени котли, а също и като дизелово гориво в мощни бавнооборотни двигатели, особено във флота.